# KOG Games

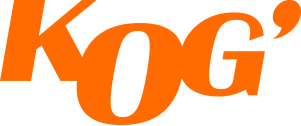
Logo da KOG

KOG Games é uma empresa sul-coreana desenvolvedora de videojogos online, fundada em Maio de 2000, desenvolveu ferramentas de modelagem usando imagens prestados pela Korea Electronics e Telecommunications Research Institute (ETRI) para o desenvolvimento dos seus jogos. A empresa ficou mais conhecida no mundo dos jogos por causa de seu jogo Grand Chase. 
Sua sede fica localizada na cidade de Daegu na Coreia do Sul.

## Jogos desenvolvidos pela empresa
- Elsword
- Grand Chase (Disponível na steam)
- Fighter's Club
- Wild Rally
- Bumperking Zapper
- Tour Racing
- Harcore 4x4.
- Grand Chase Mobile
- Kurtzpel